# Camillina biplagia
Camillina biplagia är en spindelart som beskrevs av Tucker 1923. Camillina biplagia ingår i släktet Camillina och familjen plattbuksspindlar. Inga underarter finns listade.